# Anthonotha hallei
Anthonotha hallei là một loài thực vật có hoa trong họ Đậu. Loài này được (Aubrev.) J.Leonard miêu tả khoa học đầu tiên.